# Dendrobium heterobulbum
Dendrobium heterobulbum är en orkidéart som beskrevs av Rudolf Schlechter. Dendrobium heterobulbum ingår i släktet Dendrobium, och familjen orkidéer. Inga underarter finns listade i Catalogue of Life.